# گبهارد فوگل
گبهارد فوگل (انگلیسی: Gebhard Fugel; ۱۴ اوت ۱۸۶۳ – ۲۶ فوریهٔ ۱۹۳۹) نقاشی اهل رایش آلمان بود. یک نقاش آلمانی متخصص در موضوع‌های مسیحی بود. او بیشتر به خاطر کارش به عنوان هنرمند برجسته پانورامای مصلوب شدن در آلتوتیگ شناخته شده‌است.